# Storia dei popoli romaní

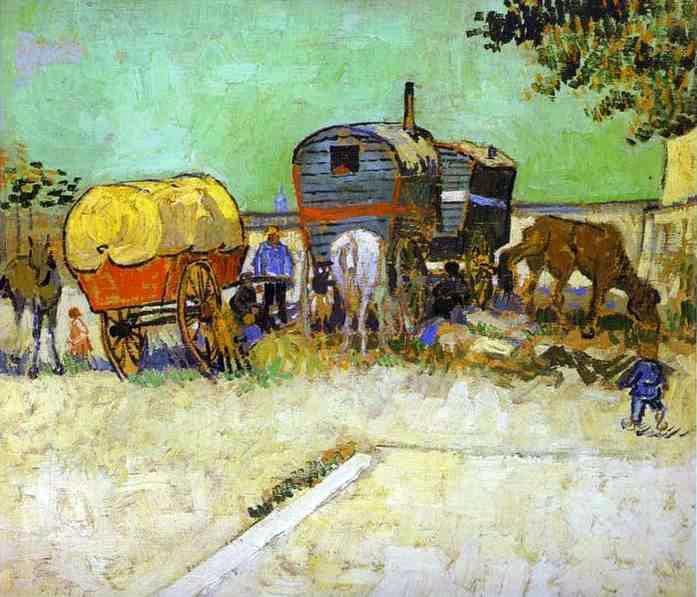
Vincent van Gogh, La carovana di zingari vicino ad Arles, 1888, Olio su Tela, Musée d'Orsay, Parigi, Francia

La storia dei popoli romanì riguarda la storia delle popolazioni parlanti la lingua romanes/romanì, o varianti dialettali della stessa, e che si riconoscono nella diaspora dei rom.

## Origini
L'assenza di antichi documenti scritti ha comportato che per lungo tempo le origini e la storia dei rom fossero un enigma, fino a che, due secoli fa, alcuni filologi ipotizzarono un'origine indiana sulla base di prove legate alla lingua parlata dai rom.
Secondo una cronaca viennese del 1776 (la Anzeigen aus sämmtlich-kaiserlich-königlichen Erbländern), attribuita all'illuminista slovacco Samuel Augustin ab Hortis, il primo ad accostare le parlate dei rom alle lingue indiane fu un pastore protestante ungherese, Etienne Vali da Almáš (distretto di Komárno), che si trovava a Leida, nei Paesi Bassi, per motivi di studio. Etienne Vali, ascoltando per caso le conversazioni di un gruppo di studenti indiani del Malabar, si rese conto che molti vocaboli da loro utilizzati erano simili a quelli usati dagli czigany del suo paese. Secondo molti studiosi, gli studenti conosciuti da Etienne Vali, probabilmente appartenenti a una casta nobile, dovevano in realtà aver usato delle frasi in sanscrito, l'antica lingua dei testi religiosi induisti, in quanto l'idioma del Malabar è il Malayalam, una lingua dravidica che non ha nulla a che vedere con le lingue indoeuropee.
Questa intuizione venne poi ripresa e approfondita da alcuni filologi e, nel 1777, il tedesco Johann Christoph Christian Rüdiger espose pubblicamente la nuova teoria col suo Von der Sprache und Herkunft der Zigeuner (Della lingua e dell'origine degli Zingari), che venne poi pubblicato nel 1782.
Nei secoli successivi lo studio della storia del popolo rom, attraverso i contributi della linguistica e della filologia, è diventato una vera e propria scienza, spesso però ammantata di orientalismo, scadendo a volte nel mito e prestandosi, a seconda delle epoche, anche a pericolose teorie eugenetiche e razziste. I maggiori contributi vanno dagli studi del tedesco August Friedrich Pott (nel 1844), dello sloveno Franc Miklošič, del greco Alexandr Paspati, dell'italiano Graziadio Isaia Ascoli, agli importanti studi di Angus Fraser, Ian Hancock, John Sampson, Ralph L. Turner, Yaron Matras, Peter Bakker e Marcel Courthiade.

## La presenza dei rom fino all'epoca moderna
Uno dei misteri più complessi che avvolge l'intera vicenda dell'esodo dei rom, aspetto a cui gli studiosi delle varie discipline hanno tentato vanamente di dare una risposta, riguarda la domanda su come sia stato possibile che, nel corso di pochi secoli, essi abbiano dimenticato la loro origine, dando così luogo ai vari eteronimi che ancora contraddistinguono le popolazioni di lingua e cultura romanì.
Tra le tante spiegazioni, una delle più plausibili potrebbe trovare riscontro nella mancata conoscenza effettiva dell'India da parte dei contemporanei dell'esodo dei rom: basti pensare a questo proposito al termine "indiani" attribuito dagli scopritori delle Americhe ai nativi delle Antille, nel XV secolo.
La confusione rispetto alle loro origini potrebbe quindi essere stata causata dall'incrociarsi di alcune drammatiche circostanze: la conoscenza etnocentrica del mondo da parte dei bizantini, dei greci, dei veneziani, e via dicendo fino agli spagnoli, inglesi, italiani, tedeschi, ecc.; l'assenza di comunicazione da parte dei rom con gli autoctoni e, non ultimo, la perdita della memoria del racconto orale, nell'arco di alcune generazioni, a causa delle persecuzioni subite nel corso dei secoli.

### Dall'India alla Persia
Secondo la maggior parte degli storiografi, i Rom, come le altre etnie di lingua romanes/romani, avrebbero lasciato l'India all'inizio dell'XI secolo per giungere in Asia Minore, passando per la Persia e l'Armenia, nel corso dei secoli successivi. Ricerche genetiche più recenti, basandosi su alcuni marcatori del DNA, hanno retrodatato l'origine dell'esodo a circa 1500 anni fa. Il cosiddetto "gruppo fondatore" sarebbe partito dall'India nord occidentale, corrispondente pressappoco all'odierno Pakistan, per spingersi gradualmente a occidente, attraversando il Medio Oriente e l'Anatolia, per giungere infine in Europa. Nei successivi 500 anni i popoli nomadi si sarebbero quindi ibridati con popolazioni mediorientali, anatoliche e, infine, in seguito al loro ingresso nell'Europa orientale, con popolazioni balcaniche. Da qui, nel 1100, si sarebbero diffusi in tutta Europa.
Le ragioni della diaspora non sono state ancora chiarite dagli storici, tuttavia sono state formulate diverse ipotesi, alcune delle quali daterebbero a un periodo precedente l'XI secolo l'inizio dell'esodo dei rom.
Quasi tutti i testi di storia sulle popolazioni rom riportano una leggenda trascritta dal poeta persiano Firdowsi (soprannome di Abu l-Qasim Mansur, Tus, Khorasan 940 ca. - 1020 ca.), lo Shahnameh (Il libro dei Re, 1011). Secondo questa leggenda lo Scià Bahram V (420-438) chiese a un sovrano indiano 10.000 Luri (suonatori di liuto), uomini e donne, per divertire il suo popolo. Al loro arrivo lo Scià diede ai musicisti buoi, asini e semi di grano da piantare, perché voleva insediarli nelle terre incolte del suo regno. Ma i Luri, che non avevano mai fatto i contadini, mangiarono i semi e ritornarono dallo Scià un anno dopo per averne altri. Il sovrano si adirò molto e ordinò loro di caricare gli asini dei loro beni e strumenti musicali e di andare via per il mondo e di non ritornare finché non avessero voglia di lavorare la terra.

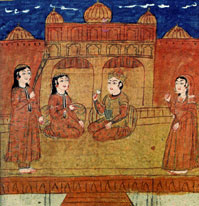
Suonatori Luri

L'appellativo Luri (in persiano Lori لری, in arabo Lúlí,Lúrí), deriverebbe da Alor o Aror, il nome medievale di Rohri, antica capitale della Ror, nel Sindh, distrutta dal conquistatore arabo omayyade Muhammad ibn al-Qasim al-Thaqafi (695–715) nel 714, il quale, al termine della conquista della città, fece mettere a morte tutti gli appartenenti della casta dei militari e i loro parenti.
Nelle cronache degli storiografi arabi la città è menzionata anche con le parole Alor, al-rur, al-ruhr e al-Ror. I lúrí sono spesso menzionati dai poeti persiani che ne decantavano l'eleganza nel vestire, l'abilità nel suonare il flauto e il loro colore “nero come la notte”.
I lúrí quindi andrebbero distinti dal gruppo etnico (con lo stesso nome) che vive nel sud-ovest dell'Iran, le cui caratteristiche etniche sono completamente diverse, parlano il farsi e sono di carnagione chiara.
Una leggenda analoga a quella di Ferdowsi è riportata dal geografo e storiografo musulmano Abu al-Faraj al-Isfahani (m. 967) negli Annali e da un cronista arabo Ibn al-Thahabi (m. 1020). In queste cronache il numero dei musicisti varia considerevolmente, in confronto al racconto di Firdawsi, e invece dell'appellativo Luri vengono chiamati Zott, che potrebbe essere il termine arabo equivalente alla parola sanscrita Jat.
I Jat sono un'antica etnia, tuttora presente nell'India nord-occidentale, con una forte concentrazione nello stato di Haryana, nel Punjab, Rajasthan, Uttar Pradesh, in 400 villaggi dello stato di Delhi e nel Pakistan. Tradizionalmente i jat erano allevatori di bufale, contadini e militari e durante la dinastia sasanide migrarono nelle regioni di confine di India e Persia.
Gli Arabi, che probabilmente incontrarono i Jat durante le invasioni in oriente, usarono in seguito l'eteronimo zott per definire tutte le popolazioni di origine indiana.
Durante il regno di Bahram V i jat appartenevano alle popolazioni Sindhi, dedite all'allevamento dei bufali e alla pesca, servendo la corte dello Scià di Persia fino al VII secolo d.C.
Durante l'espansione araba in Oriente si convertirono all'Islam e s'insediarono a Bassora.
In seguito alla conquista della regione dell'Indo, da parte di Muhammad ibn al-Qasim al-Thaqafi, gli Arabi deportarono migliaia di Zott nella regione della foce del Tigri, con l'intento di proteggere il confine. In seguito però gli Zott, divennero così potenti che incominciarono a imporre pedaggi ai mercanti, ribellandosi apertamente al califfato di Baghdad. La conseguenza fu che nell'820 il califfo al-Muʿtasim inviò dei soldati nella regione per sedare i ribelli. L'opposizione degli Zott fu sconfitta 14 anni dopo.
Lo storico persiano Ṭabarī riporta nelle sue cronache (Storia dei Profeti e dei Re, 915) che circa 27.000 Zott furono portati a Baghdad in seguito alla loro resa, dove furono mostrati alla popolazione nei loro vestiti tradizionali e con i loro strumenti musicali. In seguito un piccolo numero fu deportato a Khanikin, a Nord di Baghdad, mentre la gran parte fu deportata ad ʿAyn Zarba, al confine con l'Impero bizantino.

### Dalla Persia all'Armenia
L'evidenza di parole di origine armena nella lingua lingua romaní costituisce a oggi l'unico elemento che proverebbe il passaggio dei rom in Armenia durante il loro esodo. Pertanto, in assenza di prove documentali, gli studi filologici e linguistici costituiscono al momento l'unica fonte per questa ipotesi.
Le principali ricerche sull'origine armena di alcune espressioni di lingua romanì sono state condotte da John Sampson e Ralph Turner.
La ricerca di John Sampson si basa sullo studio delle differenze di pronuncia, tra i vari dialetti romanì, della parola "sorella" (in sanscrito bhen), distinguendo due gruppi fondamentali, in base alle principali differenze fonetiche: il gruppo ben e il gruppo phen. L'assunto su cui si basa Sampson è che popolazioni proto-rom siano migrate dal Nord Ovest dell'India e siano arrivati in Persia simultaneamente, formando così un gruppo linguistico omogeneo. In seguito al contatto con la lingua armena e con l'arabo la parola di origine sanscrita ben avrebbe preso le caratteristiche fonetiche dell'armeno e sarebbe in seguito diventata phen.
I gruppi ben e phen successivamente si sarebbero divisi proseguendo la loro migrazione in due direzioni diverse, dando luogo così a distinte caratteristiche in base ai diversi prestiti linguistici dalle lingue con cui entrarono in contatto nel corso dei secoli successivi. Un gruppo dalla Persia andò in Siria e verso il Mediterraneo, i Dom/Nawar (ancora presenti in Medio Oriente, in Palestina, Siria e Giordania), i Kurbat (che vivono nel Nord della Siria), gli Halebi (in Egitto e in Libia) e i Karachi (in Asia Minore e Giordania), sarebbero loro discendenti.
Lo studio di Ralph Turner propone una simile distinzione tra i gruppi linguistici, fondando la sua ricerca sulle differenti varietà della parola domba. Turner chiamò Dombari la lingua degli antichi gruppi rom, i dialetti dei gruppi Domari (i gruppi ben di Sampson), che vivono in Medio Oriente. Nelle sue ricerche inoltre differenzia tra i gruppi Lomavren, che sarebbero stati in Armenia, e i Rom, che invece migrarono più tardi in Europa, passando per l'impero bizantino.
Recenti ricerche hanno però messo in discussione la teoria secondo la quale i due o tre dialetti menzionati da Turner abbiano mai formato una unità linguistica in passato.
I gruppi linguistici ben (i Domari) mostrerebbero tracce di un perduto terzo genere grammaticale (il neutro) che i gruppi phen non hanno.
Ciò vorrebbe dire che i predecessori dei Lomavren/Romani abbiano lasciato l'India più tardi, quando questo genere era già scomparso interamente. Sembrerebbe inoltre che nel gruppo ben di Sampson siano assenti prestiti linguistici proveniente dal persiano.
La stratificazione linguistica dei gruppi lascerebbe quindi supporre una migrazione graduale dei rom dall'Armenia, che non aveva confini con l'impero romano d'oriente, il che spiegherebbe anche l'assenza di cronache che documentino l'immigrazione dei rom presso i bizantini.
Il devastante conflitto tra greci e arabi e, più tardi, l'attacco dei Selgiuchidi sull'Armenia, potrebbe aver costretto le popolazioni rom a seguire il massiccio esodo degli armeni verso occidente, all'interno dell'impero bizantino.
Con la sconfitta dei bizantini nella battaglia di Mazikert, nel 1071, con la conseguente perdita dell'Anatolia, la nascita del sultanato di Rum e la conseguente instabilità della regione a causa del conflitto con il sultanato di Damasco e infine, non ultime cause, le guerre crociate e le invasioni dei mongoli, i rom si sarebbero quindi rifugiati a Cipro e nelle isole dell'Egeo, in Tracia e nel Peloponneso, da dove avrebbero poi preso la via per i Balcani e l'Europa Centrale in seguito all'espansione ottomana in queste regioni.

### I rom nelle cronache bizantine
Le tracce della presenza dei rom nelle terre dell'Impero Romano d'Oriente, prima del Trecento, sono sporadiche e tuttora di difficile interpretazione.
La prima testimonianza scritta che viene ricondotta alla presenza delle popolazioni rom risale all'XI secolo ed è un manoscritto agiografico, scritto nel 1068 ("La Vita di San Giorgio di Athos" 1009-1065), da un monaco georgiano, George Hucesmonazoni (il piccolo), del monastero Iviron, sul monte Athos. In questo testo i rom verrebbero denominati adsincani, termine georgiano che deriverebbe da atsinganos/tsinganos (Ατσίγγανος/Τσίγγανος) che deriverebbero dalla parola athinganos (Αθίγγανος) che significa "che non vuole essere toccato/che è intoccabile".
In questo scritto viene raccontato un episodio avvenuto nel 1054, durante il regno di Costantino IX Monomaco, secondo il quale Costantino IX aveva portato un gran numero di animali pregiati nel Philopation di Costantinopoli; un giorno però vide delle bestie selvatiche che aggredivano i suoi animali, chiamò quindi "i Simoniaci, discendenti dei samaritani, atsincani" affinché usassero la loro magia per salvare le sue preziose bestie. Nel racconto gli atsincani uccisero gli animali selvatici con carne avvelenata collocata all'interno del parco, facendo credere all'imperatore che si trattasse di magia.
In altri documenti dello stesso periodo e dei secoli successivi però non è chiaro fino a che punto siano confusi con gli athinganoi (Αθίγγανοι), una setta sorta in Asia Minore considerata dedita alle arti magiche.
Documenti di epoca posteriore, come un documento scritto tra il 1170 e il 1178, a opera del canonista bizantino Teodoro Balsamone, riferiscono di un gran numero di "athinganoi" dall'Asia minore, con serpenti nelle loro ceste, che praticavano la magia della predizione del futuro e altre pratiche stregonesche "che dicono a una persona che è nato in un giorno sfortunato, e a un altro che è nato sotto una buona stella"..
L'origine della setta degli Athinganoi non è stata ancora datata per certa e di conseguenza non ci sono elementi per pensare che si trattasse di precursori dell'esodo delle popolazioni romaní.
Tra i pochi documenti bizantini giunti fino a noi, l'uso del termine che designa la setta degli athinganoi verrebbe spesso confuso con le popolazioni rom, anche se essi erano già conosciuti dagli stessi come aiguptoi (Αιγυπτοι, "Egiziani"), "Mandopolini", Katsibeli, "Lori".
In queste cronache vengono descritti come addestratori di animali, acrobati e le donne come indovine da cui prendere le distanze.
Atsingani ed Egiziani, da cui derivano sia i termini zingari, zingani, cygany, nelle varie declinazioni, che le parole gypsies, gitani, gitanos, ecc. sono due nomi che i rom porteranno con sé per tutto il resto della loro storia.
Il motivo per cui i rom furono definiti egiziani, il perché questo termine appaia nelle cronache verso la fine del XIII secolo, rimane tuttora una domanda a cui gli studiosi di tutte le discipline non hanno ancora trovato una risposta.
È probabile che, a causa delle pratiche magiche (come la divinazione) attribuite alle popolazioni di lingua romanì, queste ultime venissero confuse con gli egiziani, presso i quali era nota nell'antichità l'importanza che veniva attribuita alla magia e alla negromanzia.
È certo che un'importante comunità di rom abbia soggiornato per alcuni secoli in una località del Peloponneso, la città portuale di Modone (Μεθώνη). Leonardo di Niccolò Frescobaldi, un viaggiatore italiano del XIV secolo, nel 1384 definisce con il termine romiti alcuni abitanti della città, considerati da lui dei peccatori, che vivono fuori dalle mura della stessa, su un colle, in un insediamento stabile fatto di capanne; sono tutti fabbri ferrai e vivono in condizione di povertà. Questo insediamento era chiamato Gyppe ( Γυππε, "Piccolo Egitto" da Aiguptos, Αίγυπτος).
Va sottolineato che per i bizantini, così come presso gli antichi geografi, la parola "Grande" indicava un'area fuori dalla sfera del potere, mentre la parola "Piccolo" indicava le aree a ridosso dei confini dell'Impero. La Grande Moravia, ad esempio, venne chiamata così durante il regno dell'imperatore Costantino VII Porfirogenito, detto il Porfirogenito, perché si trovava oltre il confine bizantino.
Nell'impero romano d'oriente, in seguito all'invasione dei selgiuchidi, si formò nel 1080 d.C. un principato che si espanse fino a diventare il regno della Piccola Armenia o Armenia Minor, dove vivevano gli armeni migrati in massa in seguito alle invasioni dei selgiuchidi, e che rimase indipendente fino al 1375 d.C. "Piccolo Egitto" potrebbe essere stata quindi un'area dove vissero realmente popolazioni di origine egizia, o persone ritenute tali, forse i rom.

### I contatti con i veneziani
La nebbia che avvolge le fonti storiche sulle popolazioni rom incomincia a diradarsi grazie alle cronache dei viaggiatori e dei mercanti nelle terre e nelle città della fitta rete che i veneziani avevano allestito con l'oriente.
Tra le numerose cronache arrivate fino a noi, la prima, in ordine di importanza, a opera di un francescano irlandese nel 1323, riporta la presenza di un gruppo de genere Chaym ("della stirpe di Caino"), accampato fuori dalle mura di Candia (Iraklion) a Creta. La descrizione riguarda un gruppo nomade che, come un popolo maledetto, anche se di religione greca ortodossa, non si ferma più di trenta giorni nello stesso posto vivendo in tende oppure in grotte.
Anche se l'osservazione di questo frate riguardasse in realtà uno dei gruppi di profughi armeni che si era spostato sulle isole di Creta e Cipro dopo che il regno di Cilicia fu conquistato dai mamelucchi, e successivamente dai mongoli nel 1240, è interessante notare in questa testimonianza la prima traccia del modello del "popolo vagabondo, insieme cristiano e maledetto, che ritroveremo nell'Europa moderna".
L'isola di Corfù, passata dal dominio angioino a quello veneziano nel 1386, era uno dei porti più importanti lungo la rotta commerciale della repubblica della Serenissima tra Jaffa e Venezia.
I documenti e le fonti storiche più importanti sulla presenza dei rom nell'isola di Corfù, attraverso i quali è stato possibile ricostruire la vita di alcune comunità nomadi, risalgono a un periodo compreso tra il XIII e XIV secolo e provengono principalmente da cronache di viaggiatori e atti feudali relativi a possedimenti ed eredità delle famiglie corfiote e veneziane.
Nel 1360 fu costituito dagli angioni feudo acinganorum, attestato per secoli in molti documenti. Nel XIV secolo il feudo non comprendeva solo Corfù ma anche i rom della vicina regione dell'Epiro, la Vagenetia (in albanese Çamëria, in greco: Τσαμουριά, Tsamouriá). In questi atti i rom vengono descritti come "attaccati alla terra", dovevano subire l'imposizione di quote fisse, in diverse scadenze annuali, in denaro oppure in beni da versare all'amministratore del feudo, il quale aveva un'estesa giurisdizione sui suoi servi, molto più ampia degli altri signori feudali dell'isola. L'amministratore poteva giudicare e punire i suoi servi in ogni caso civile e penale, poteva decidere di mandarli in esilio oppure in prigione, renderli schiavi sulle galere, assoggettarli a corvées, a eccezione di un caso: la pena di morte aveva bisogno del parere del governatore veneziano. Il modello di servaggio imposto dai signori feudali ai rom sull'isola di Corfù rimarrà nei fatti in vigore nei principati romeni di Valacchia e Moldavia dal XIV secolo fino al XIX secolo.
Sempre a Corfù, in un documento del 1373 si fa menzione di un afflusso considerevole di rifugiati, definiti"homines vagenti", provenienti dalle coste dell'Epiro. Al loro arrivo vengono obbligati a registrarsi presso gli amministratori veneziani, acquisendo lo status di vassalli delle autorità amministrative.
Un altro documento del 12 agosto 1444, questa volta a Nauplia (in greco: Ναύπλιων, Naupliōn) nel Peloponneso, dove un'importante comunità rom si era stabilita pochi anni prima (in seguito al tentativo di ripopolare quella terra da parte dei veneziani chiamandovi gli albanesi e forse i rom), riporta la notizia del reinsediamento di Johannes Cingannus nella sua posizione di drungarius acinganorum (comandante militare), in seguito alla decisione del "Consiglio dei Quaranta", che aveva disapprovato la decisione dell'amministratore veneziano di rimuoverlo.
La figura del "capo postulante" (il drungario, nel documento citato aveva facoltà di chiedere privilegi per la sua gente) è una figura che nel corso della storia sarà reintrodotta in diverse epoche, nell'Europa occidentale, ma anche presso gli ottomani.

### I rom nell'Impero ottomano
Benché le tracce storiche della presenza dei rom, dal mitico esodo dall'India fino all'Europa, proverebbero la teoria secondo la quale le popolazioni di lingua romanes/romanì fuggissero dagli ottomani, durante la loro espansione dalla penisola anatolica fino ai Balcani, la situazione dei rom all'interno dei domini turco-ottomani non è stata ancora studiata approfonditamente.
Di certo si può affermare che la situazione fosse completamente diversa da quella che si riscontrava in Occidente nello stesso periodo, anche se i rom occupavano l'ultimo posto della gerarchia sociale presso gli ottomani, essi non furono mai vittime delle politiche di negazione della loro identità che furono attuate in Europa occidentale nei secoli a venire.

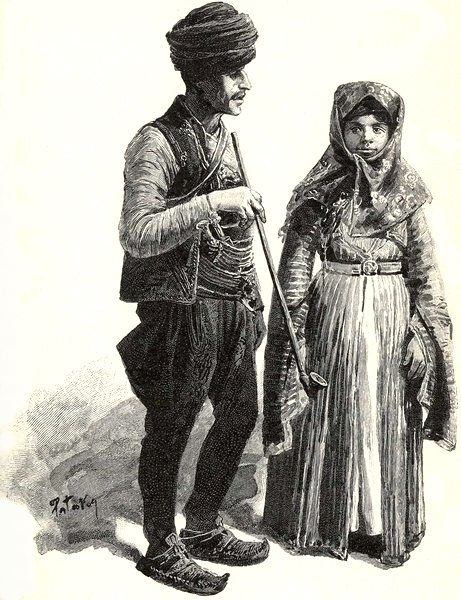
Rom dei Balcani durante l'Impero ottomano

Gli ottomani, ad esempio, non bandirono mai i rom dai loro territori.
Il primo documento che li riguarda, un documento bulgaro del 1475, vede i rom inseriti nel registro delle tasse della provincia (vilayet) della Rumelia. In questo registro è riportato che dovevano pagare le tasse pro capite (haraǧ), eccetto i fabbri arruolati nell'esercito e quelli a guardia delle fortezze. L'unica discriminazione era che i rom potevano contrarre matrimonio con i musulmani ma non con i cristiani.
I rom erano quindi chiamati in ugual modo a partecipare al complesso gioco di imposizioni ed esenzioni fiscali che articolava tutto il sistema che stava alla base dello Stato ottomano, erano controllati allo stesso modo degli altri abitanti dell'impero e pertanto figuravano nei registri fiscali e il loro lavoro veniva dichiarato.
In un registro del 1523 sono registrati 16.591 rom, divisi per unità fiscali (ǧemaat), composte di unità minori (mahala, ovvero "quartiere"), ciascuna affidata a un capo responsabile per il governo.
Una ǧemaat poteva essere costituita anche da una comunità nomade (ghezende).
I lavori che vengono dichiarati nel registro sono spesso legati all'artigianato: calderai, fabbri, ferrai, spadai, orefici, sarti, macellai, lavoratori del cuoio, tintori, guardiani, servi, corrieri, persino boia e impagliatori di teste (dei nemici decapitati in battaglia).
Alcuni di questi lavori erano evidentemente considerati immondi dai non rom, ciò non toglie che da questi pochi elementi gli ottomani si mostrino nella loro tolleranza nei confronti dei rom, i quali facevano parte a pieno titolo dell'ambiente dall'identità cosmopolita dell'impero ottomano nei Balcani.
Una volta versati i contributi, ai rom era permesso di insediarsi nelle città, nelle campagne oppure restare allo stato nomade. Nonostante la diffusa pratica della schiavitù nell'Impero ottomano, i rom non erano schiavi, anche se potevano diventarlo in caso non versassero l'haraǧ annuale.
Ancora oggi la stragrande maggioranza dei rom vive nei territori che furono dominati dagli ottomani.

### I rom in Serbia, Bulgaria, Valacchia e Moldavia
L'ingresso dei rom nei Balcani, durante il rovinoso crollo dell'Impero bizantino, non è databile con certezza dato il ricorrente uso degli eteronimi adsincani, atsincani ed "egiziani" riscontrabile nelle fonti documentarie, il che non dà la possibilità di capire con certezza dove e quando si parli dei rom oppure di altre popolazioni.
Un documento del 1348 riporta la notizia che Stefano IV donò - oltre a sarti, fabbri e sellai – anche dei C'ngari al monastero di Prizren in Kosovo (anche se è possibile che in realtà si trattasse di calzolai, termine che in serbo si dice appunto c'ngar).
In una cronaca bulgara invece è riportata la notizia che il re Ivan Šišman fece edificare dei villaggi, tra questi degli agupovi kleti, nei pressi del monastero di Rila, nel 1378. Secondo alcuni linguisti bulgari in realtà potrebbe trattarsi di una notizia riferita alla realizzazione di "capanne per i pastori". Altri studiosi invece ritengono che l'espressione vada letta come aguptivi kleti (aguptivi è il sinonimo bulgaro che sta per "egiziani").

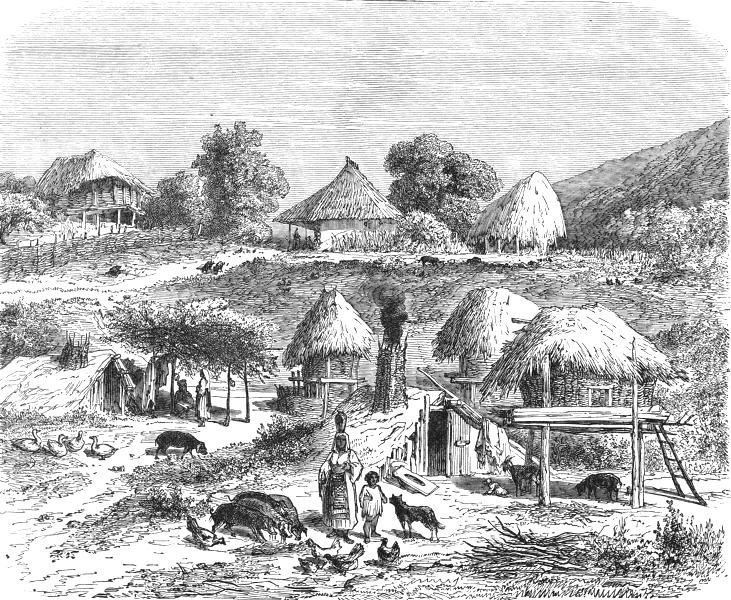
Una şatră, villaggio Rom della Romania, 1850

Nei documenti che attesterebbero la presenza dei rom nelle terre che diventeranno l'odierna Romania, i principati di Valacchia e Moldavia, in una cronaca del 1385 d.C., il principe Dan I, voivoda della Valacchia, conferma al monastero di Tismara la donazione fatta dal suo predecessore, il principe Vladislav I, di quaranta celjadi ("famiglie") di acingani, già appartenenti al monastero di Vodjta. In altre cronache il successore di Dan I, Mircea I, dona 300 salase (l'equivalente odierno di "tende comunità") al monastero di Cozia nel 1388.
Nella vicina Moldavia Alessandro il buono fece mettere in piedi 31 salas Tigani ("Tende tzigane") e 12 "tende tartare" nei pressi del monastero di Bistrița. In questo documento si parla evidentemente di schiavi.
A partire dal XIV secolo, il periodo in cui la regione si dota di un sistema feudale simile a quello che l'Europa sta per abbandonare, la documentazione sui rom diventerà imponente.
Benché si ritenga che la schiavitù dei rom fosse già iniziata durante la dominazione bizantina, è nei principati cristiani, per secoli vassalli degli ottomani, che a partire dal Trecento si costruisce il più grande, sistematico e controllato sistema schiavistico dell'Europa moderna.
La Valacchia e Moldavia erano due principati nati sulle rovine dell'impero bizantino, delle invasioni tartare e delle mire espansionistiche dei vicini. Tra il XV secolo e il XVI secolo i due principati divennero vassalli degli ottomani, mantenendo lo stretto legame con la chiesa greca ortodossa.
La struttura piramidale delle società dei due principati contemplava, al di sotto della Porta e del voivoda, i boiardi e il clero, una piccola classe di mercanti composta principalmente di ebrei greci, la massa dei contadini e i robi (gli "schiavi") che dal Quattrocento in poi potevano essere solo i tigani, al punto che nei secoli successivi i termini robi e tigani divennero dei sinonimi.
I tigani erano divisi in tre categorie: quelli del principe e della principessa, i tigani dei boiardi e i tigani dei monasteri.
I tigani del clero e dei boiardi erano esenti dal pagamento delle tasse.
Lo "ziganatico" (tiganarit), il sistema in base al quale ogni proprietario doveva pagare due galbeni per ogni schiavo, fu abolito per le proteste del clero e dei boiari che potevano avere anche migliaia di schiavi.
Un tigani, appena metteva piede nel territorio di uno dei due principati, diventava automaticamente uno schiavo del principe.
Alla sua elezione il principe si trovava così ad avere una riserva di qualche migliaio di robi, i quali, qualora diminuissero nel corso del suo mandato, davano luogo a donazioni da parte dei boiari e monasteri.
I documenti che attestano le donazioni di tigani sono la principale fonte storiografica per ricostruire la presenza dei rom in queste terre.
Gli schiavi dipendevano dal tesoriere di corte a cui era affidata la contabilità dei tigani, redigendo registri nei quali venivano elencate anche le occupazioni dei gruppi e le bande nomadiche (ceate) che avevano l'obbligo di versare una volta all'anno, oppure a rate, l'imposta stabilita. I gruppi nomadi avevano un capo, oppure un vătaf (giudice), responsabile di tutto il gruppo nei confronti del principe.
I registri tenevano conto dei mestieri, in base ai quali vi erano delle divisioni ufficiali: aurari (cercatori d'oro), ursari (addestratori di orsi e altri animali), lingurari (fabbricanti di utensileria in legno), lăieşi (calderai, fabbri, esercitanti vari mestieri).

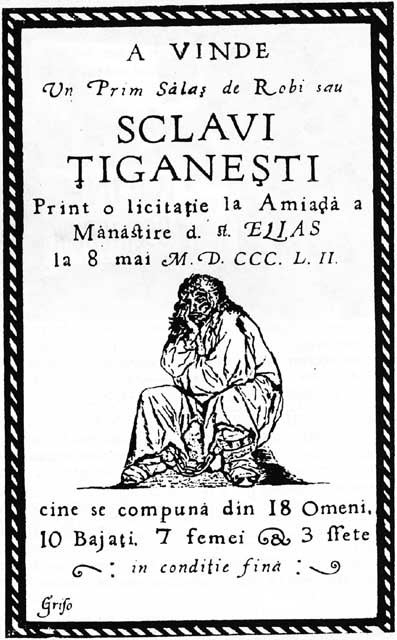
Manifesto che informa di un'asta di schiavi a Bucarest nel 1852

I boiardi possedevano principalmente i vatrasi (schiavi di casa), i quali a loro volta potevano essere divisi in "schiavi di corte" e "schiavi di campo". Abitavano nelle zihganie, gruppi di casupole a lato della casa padronale oppure in insediamenti in mezzo alla campagna. Questi insediamenti potevano essere costituiti anche da bordei, case completamente interrate abitate prevalentemente dai tigani.
I tigani di corte svolgevano tutti i lavori necessari in una casa nobiliare: cuochi, fabbri, ciabattini, macellai, domestici, giardinieri, bovari, guardie del corpo, guardiani, falegnami, carpentieri, muratori, fabbricanti di mattoni, sarti, musicisti, ecc.
A differenza dei contadini non rom i tigani venivano venduti insieme alle loro famiglie, le donne e i bambini concorrevano quindi ai lavori che venivano loro assegnati sia nelle case signorili che nei monasteri.
Coloro che erano invece destinati a lavorare la terra vivevano la condizione peggiore. Dovevano lavorare nei campi e disboscare le foreste, mentre le donne si occupavano dell'orticoltura.
Nel corso del secolo Settecento, quando i principati entrarono nel mercato internazionale del grano, il loro numero degli schiavi destinati alla coltivazione delle terre aumentò notevolmente.
Nei monasteri e tra i boiari i robi venivano divisi per gruppi, sotto la responsabilità di capi o "giudici" rom. Essi dovevano garantire che i lavori venissero svolti.
Le dure condizioni di vita dei rom sono testimoniate in un documento del 1780, nel quale quindici "giudici" garantiscono, firmando con l'impronta delle dita della mano, che 165 famiglie di schiavi non fuggiranno più; l'anno successivo, in un altro documento gli stessi giudici garantiscono che gli schiavi non si ribelleranno più e che accetteranno qualsiasi lavoro richiesto loro dal monastero.
Tutti i documenti di questi due principati evidenziano il controllo delle autorità sui rom.
In alcuni casi si ha testimonianza di piccole ribellioni, che avvenivano principalmente non presentandosi al lavoro oppure fuggendo.
L'unico gruppo rom che non sarebbe caduto in schiavitù erano i netotsi, (nomadi) considerati talmente selvaggi da essere inasservibili. La loro lingua romaní, raccolta alla fine dell'Ottocento, dimostrerebbe che non si trattava di un gruppo rom proveniente dal centro Europa, ma probabilmente di un gruppo tigani costituitosi da robi fuggiti dalla schiavitù. La repressione delle ribellioni era durissima, tra le sevizie più comuni c'erano la falanga (la bastonatura delle piante dei piedi) e le corna (un collare a raggi appuntiti che non permetteva di appoggiare la testa). Presso i monasteri era invece in uso l'imprigionamento e la messa ai ceppi.

### I rom in Ungheria e Transilvania
L'arrivo dei rom nel regno cattolico d'Ungheria, che includeva anche la Transilvania e parte dei Balcani, non è databile con certezza anche se a partire dal 1370 la parola Cigan appare diverse volte nei registri anagrafici come cognome, benché non ci siano prove che possa essere ricondotta a persone di etnia rom. In una nota databile al 1416 è riportato che "il signor Emaus dell'Egitto e il suo seguito di 220 persone" fu rifornito di denaro e provviste, mentre un'altra nota dello stesso anno fa riferimento a una lettera di salvacondotto di Nikolaus di Gara prodotta da lui in assenza del re Sigismondo.
Tra il XIV e il XV secolo il regno d'Ungheria si trovò in uno stato di costante guerra, con fortune alterne, con l'Impero ottomano. I rom provenienti dai Balcani furono accolti con grande tolleranza, la loro conoscenza in merito di fabbricazione di oggetti di metallo e armi li rendeva ricercati per i loro servigi e garantì loro la protezione del re. In un documento del 1476 è riportato che i cittadini della città di Herrmannstadt chiesero il permesso al re Mattia Corvino di poter avere i rom nei sobborghi della città.

### I rom nell'Europa occidentale

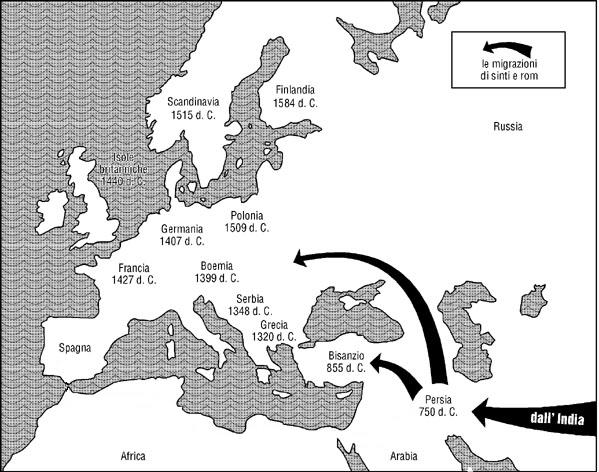
Le tappe principali dell'arrivo dei Rom e dei Sinti in Europa occidentale

In Europa occidentale, le prime testimonianze scritte, che presentano una ragionevole attendibilità sul loro arrivo, risalgono al XIV secolo. Sulle cause della dispersione dei rom tra i vari paesi europei le opinioni degli studiosi sono molto contrastanti, tra le più probabili va menzionata la possibilità che i rom che si erano cristianizzati, durante la permanenza nell'impero bizantino, siano stati spinti verso occidente dalla pressione degli ottomani durante la conquista dei Balcani.
A partire dal 1417 numerose cronache testimoniano dell'arrivo di gruppi rom, di 30 fino a 100 unità, viaggiando a piedi oppure su carri trainati da cavalli nei vari paesi d'Europa, chiamati dai cronisti "Tatari", "Egiziani", "Saracini", "Pagani", ecc. In alcuni casi questi gruppi arrivavano anche in 300 membri. Quando veniva loro vietato l'ingresso nelle città si accampavano nei campi, fuori dalle città. I loro capi dichiaravano titoli quali, "duchi", "conti", voivoda, avevano una giurisdizione sul loro seguito, avevano vestiti migliori degli altri e viaggiavano a cavallo.
Tutte le cronache riportano che all'arrivo in città i capi di questi gruppi nomadi si presentavano alle autorità cittadine mostrando lettere di salva condotto oppure raccomandazioni religiose. L'usanza di fornire aiuto ai pellegrini, con cibo, denaro e alloggio era presa seriamente in considerazione nelle società medioevali. Per rendere credibile il loro aspetto di pellegrini i rom raccontavano storie in grado di impressionare il sentimento religioso di quel periodo, come ad esempio che « [...] dovevano scontare il pellegrinaggio per aver rifiutato di aver portato con loro Giuseppe e Maria e la Famiglia Santa nel loro esodo dall'Egitto».
La prima apparizione dei rom in Europa occidentale è attribuita a un documento del 1417, della città di Hildesheim, nella quale si parla dell'arrivo dei "Tartari dell'Egitto", ai quali fu fatta elemosina "in onore di Dio".
Sempre nel 1417, altre cronache riportano notizia di gruppi di nomadi che viaggiavano tra Luneburgo, Amburgo, Lubecca, Wismar, Rostock, Stralsund, e Greifswald. Il monaco domenicano Hermann Cornerus nel suo Chronicon riporta la notizia che erano in gran numero e che venivano dall'Est. Nelle cronache di Cornerus si apprende che i gruppi, composti anche di centinaia di membri, si attribuivano il nome di Secaner (Cigani) ed erano di "terribile" aspetto e denutriti, al loro arrivo furono trattati "in modo ospitale", anche se in seguito la stessa cronaca riferisce che molti di loro fossero "ladri" e dovettero fuggire dalla città per non essere arrestati, una parte di questi gruppi si mosse, a partire dal 1418, verso il sud della Germania.
La città di Francoforte fece una donazione in denaro, per acquistare cibo e carne, nel giugno dello stesso anno, a gente miserabile del "Piccolo Egitto".
Tra il 1417 e il 1419 gruppi di rom raggiunsero le città tedesche di Brema, Lipsia e Amburgo. Nel 1420 sono segnalati in Svizzera, nel 1421 in Francia ad Arras e a Tournai. Attraverso la Francia probabilmente raggiunsero le regioni settentrionali della penisola iberica. Altri nuclei raggiunsero l'Inghilterra tra il 1430 e il 1440, la Scozia nel 1492 e la Svezia nel 1515.

### I rom in Italia

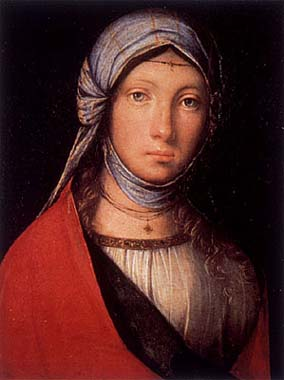
Boccaccio Boccaccino, “Zingarella”, 1516-1518 ca., Tempera su Tavola, 24x19 cm Galleria degli Uffizi, Firenze

Si stima che la popolazione romaní arrivò in Europa prevalentemente tra il XIV e il XV secolo. Da tener presente un documento del 4 marzo 1283 emesso dalla magistratura veneziana dei Signori di Notte, che tutelava l'ordine pubblico a Venezia, in cui si ordina di allontanare dalla città i "gagiuffi" (termine antico che deriva probabilmente da "egiziano" e significava quindi "zingaro").

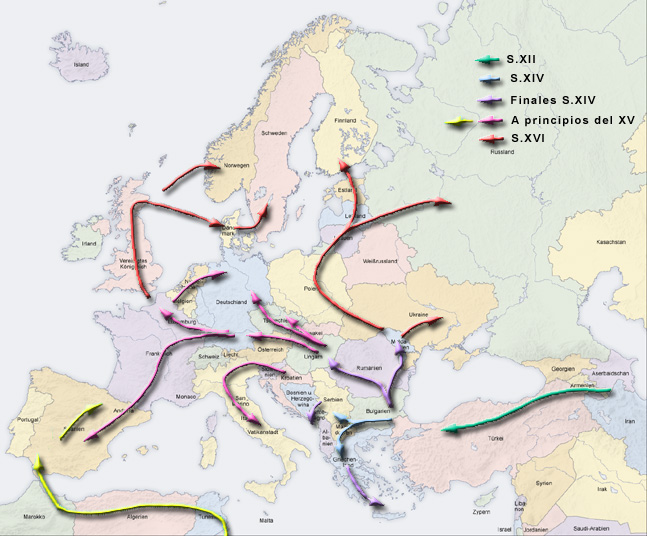
Migrazioni della popolazione romaní

Le prime testimonianze storiche della presenza della popolazione romaní risalgono al XV secolo e sono costituite principalmente da racconti di viaggiatori e pellegrini in Terra santa. Per l'Italia sono fondamentali due cronache: la Cronica di Bologna, di autore anonimo, e il Chronicon Foroliviense di frate Girolamo Fiocchi; da questi testi si desume che i primi zingari sono arrivati a Bologna e a Forlì nel 1422 (documenti degli archivi municipali, deliberazioni e conti dei comuni in cui compaiono le varie liberalità concesse su richiesta dei rappresentanti degli zingari)..
Le prime cronache italiane che ci raccontino della presenza dei rom provengono da Forlì e da Bologna, entrambe riferite al 1422. Per quanto riguarda Bologna, una cronaca anonima del XV secolo (la "Historia miscellanea bononiensis") racconta dell'arrivo in città di una comunità nomade:
(Ludovico Muratori, Rerum Italicarum Scriptores, Milano, typ. Societatis palatinae, 1731, tom. XVIII, cc. 611-612)
Il passaggio degli zingari a Forlì viene riferito, invece, nella cronaca di frate Girolamo dei Fiocchi da Forlì, in cui si parla di circa duecento zingari giunti a Forlì nel 1422. Sulla loro provenienza, Giovanni riporta: Aliqui dicebant, quod erant de India. Benché in questa cronaca non sia chiaro chi siano gli "aliqui", si tratta del primo documento in cui si fa riferimento alla probabile origine indiana dei rom; l'elenco delle ipotesi comprendeva comunque anche la Caldea, la Nubia, l'Etiopia, l'Egitto e addirittura il continente scomparso di Atlantide
Sia a Bologna che a Forlì, oltre che per i tratti somatici che ne caratterizzavano l'appartenenza a una diversa etnia, gli zingari sono notati soprattutto per l'aspetto rude e "inselvatichito" dalla fame e dalle difficoltà.
A partire dal 1448, alcune comunità di "zingari" s'insediarono nell'Italia centro-settentrionale, nel territorio compreso tra Ferrara, Modena, Reggio e Finale Emilia. Stazionavano in aree di confine, spesso gravitando intorno ai principali luoghi di mercato dove potevano commerciare in cavalli, utensili di rame e di ferro fabbricati da loro stessi, e le donne si dedicavano al vaticinio del futuro. A volte i Cingari militarono come mercenari al soldo dei signori, come nel 1469 per gli Estensi di Ferrara, o per i Bentivoglio di Bologna nel 1488. In quegli stessi anni le cronache riportano il loro arrivo a Napoli.
I rom recavano lettere firmate dal santo Padre, sulla cui autenticità permangono forti dubbi, in cui si chiedeva protezione e che per quasi un secolo ricorreranno nelle varie e sporadiche cronache attestanti la presenza dei primi gruppi0 rom nella penisola.
La cronaca della città di Fermo riporta che era stato esibito un documento del Papa «che permetteva loro di rubare impunemente».
Di eventuali lettere firmate dal Santo Padre non è stata trovata traccia negli archivi vaticani, anche se un documento che attesta la presenza dei rom a Napoli nel 1435 lascerebbe aperta l'ipotesi che alcune di queste comunità nomadi siano passate per Roma.
Tra il 1470 e il 1485 è riportata notizia che "conti del Piccolo Egitto" circolavano nel modenese, provvisti di passaporto del signore di Carpi.
È tuttora in dubbio l'origine dei gruppi di "Egiziani" che arrivarono in Italia nel XV secolo, se essi venissero via terra dall'Europa centrale o dal nord oppure se essi siano venuti via mare dai Balcani già durante la caduta dell'impero bizantino.
La possibile origine rom di un pittore abruzzese, Antonio Solario, detto lo "Zingaro pittore", lascerebbe supporre che l'arrivo dei rom in Italia andrebbe datato precedentemente al 1422.
Attraverso l'Adriatico e lo Jonio, spesso uniti a dalmati e greci in fuga dall'avanzata dei turchi nei Balcani, diverse comunità cominciarono a insediarsi nell'Italia Centrale e meridionale, specialmente in Abruzzo e Puglia, provenienti principalmente da Ragusa, crocevia obbligato tra le strade dei Balcani e quelle dei mari, incentivati dai vantaggi fiscali concessi dagli Aragonesi.
Movimenti analoghi si ebbero nello stesso periodo anche verso la Sicilia, dove già nel XV secolo il nome "zingari" viene registrato negli atti dei notai di Palermo e nei registri della cancelleria della città di Messina, nella quale i "Cingari", ritenuti provenienti dalla Calabria, erano equiparati a una universitas e godevano di autonomia giudiziaria. Secondo alcuni studiosi la successiva migrazione verso le coste sudorientali della Spagna, insieme ad altri profughi greci, sarebbe partita dalla Sicilia, e sarebbe provata, già dalla metà del XV secolo, dalla presenza dei zinganos in Sardegna e Corsica, isole situate lungo la rotta commerciale con la penisola iberica.
Un altro documento interessante è datato 1506 e riferisce del seppellimento a Orvieto di tale "Paolo Indiano, capitano dei cingari", che aveva prestato servizio nell'esercito veneziano.
La prima testimonianza scritta di lingua romaní in Italia è datata al 1646 e si trova in una commedia di Florido dei Silvestris, nella quale è riportata la frase tagar de vel cauiglion cadia dise (ritrascrivibile in: t(h)agar devel, k aviljom kadja disë), che significa "Signore Iddio, che sono giunto (in) questa città". Questa espressione corrisponderebbe al secondo "strato" della classificazione linguistica fatta da Marcel Courthiade e costituirebbe un elemento per sostenere che i Rom siano arrivati in Italia dai Balcani.
Nelle varie cronache che raccontano dell'incontro con queste comunità di "pellegrini", un importante aspetto è legato al dono della divinazione o della predizione del futuro, così come il commercio dei cavalli, che i rom accompagnavano alle loro richieste di aiuto.
Le stesse cronache, allo stesso tempo, sono anche le prime a testimoniare dell'insorgere dei pregiudizi nei confronti dei rom, i quali vengono spesso accusati di furti.

## L'insorgere dei pregiudizi e le prime persecuzioni
In seguito a diffondersi dei pregiudizi nei confronti dei rom, a partire dal XVI secolo, per circa 250 anni, i governanti europei hanno messo in atto punizioni draconiane fino ad attuare persecuzioni, espulsioni e bandi, per risolvere il supposto "problema" del nomadismo degli "zingari".
I rom che fuggivano dal nuovo feudalesimo dell'Europa orientale e dei Balcani finiti sotto il dominio dei turchi, si scontrarono in Europa occidentale con la nascita dello stato post-feudale fondato sull'economia mercantile, proponendo ai cittadini europei un'economia fondata sul dono.
L'assenza evidente di effetti, in seguito ai bandi dalle città e dagli stati, portò poi, in seguito all'avvento dell'assolutismo monarchico e dell'illuminismo, le monarchie degli Asburgo in Austria e dei Borbone in Spagna, ad attuare nuove politiche basate sull'assimilazione forzata dei rom.
Con l'obiettivo di rendere gli "zingari vagabondi" in persone "produttive, rispettabili, obbedienti e diligenti" i sovrani illuminati misero in atto misure coercitive per costringere i rom a vivere in aree rurali, destrutturando la loro identità culturale, come mezzo per assimilarli nella società.
In questo periodo storico prese forma un vero e proprio modello occidentale, basato sul divieto ai rom d'insediarsi nelle strutture socioeconomiche locali, salvo il loro annichilimento identitario.
Fin dalle prime notizie storiche relative all'arrivo dei rom in Europa occidentale è possibile trovare traccia di episodi che nel corso degli anni assumeranno il carattere di vere e proprie persecuzioni, il cui approdo alle politiche di assimilazione forzata giungerà in maniera sistematica ad attuarsi a partire dall'instaurazione dello Stato assoluto.

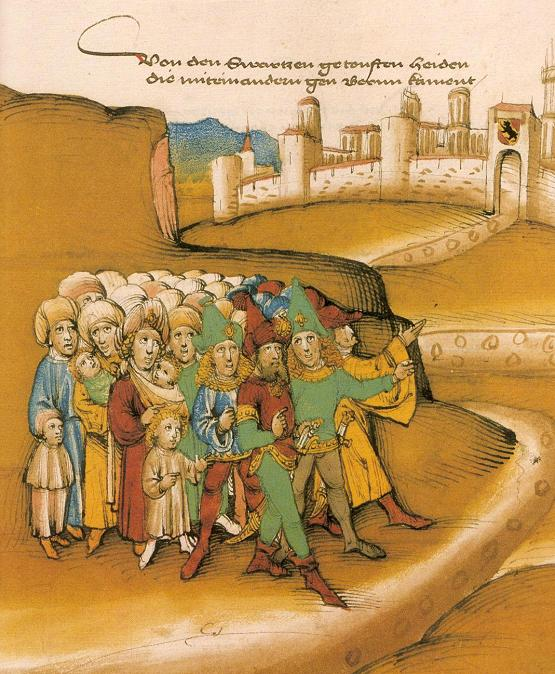
Illustrazione di Diebold Schilling il Vecchio (1485) i Rom, descritti come "pagani battezzati" a Berna. Amtliche Spiezer Chronik, p. 749

Nel 1417 vengono uccisi alcuni secani in Germania, nel 1419 vengono banditi da Berna e nel 1427 da Parigi. In Italia, sempre a Bologna nel 1422, frà Bartolomeo della Pugliola li descrive come "li più fini ladri che se volesse mai", a Forlì nello stesso anno frà Girolamo dei Fiocchi parla di gentes non multum morigerate, sed quasi brutalia animalia et furentes, a Fermo nel 1430 Antonio di Niccolò li descrive come mala gentes.
A poco a poco incominciò a formarsi una descrizione stereotipata dei Rom: "dicono di essere pellegrini ma si comportano come conquistatori, sfruttano la creduloneria degli indigeni, chiedono elemosine come fossero tributi, sono mal vestiti, non sono affatto poveri", ecc.
In un periodo di grandi trasformazioni culturali, socio economiche e religiose della civiltà europea, i rom si trovarono nel giro di pochi anni a essere additati e stigmatizzati, principalmente dagli esponenti della varie confessioni religiose europee, per l'usanza delle donne di leggere la mano, per le pratiche mediche e curative non cristiane e le altre stregonerie che avrebbero costituito una prova del loro "carattere demoniaco".
Nel volgere di pochi anni l'immagine di pellegrini che gli stessi rom avevano contribuito a crearsi diventò così l'immagine di accattoni, ladri e oziosi.
Cominciarono a essere promulgati molti editti e bandi, in alcuni casi potevano anche essere eliminati fisicamente.
Con il diffondersi dei pregiudizi nei confronti dei nomadi, comincia a mutare anche il carattere delle donazioni pubbliche: nel 1439 a Siegburg viene fatta una donazione pubblica affinché se ne vadano, così a Bruges nel 1445 (e nel 1451 affinché non entrino in città), nel 1463 a Bamberga e nel 1465 a Carpentras.
L'istituzione di pagare i rom affinché andassero via è di grande rilevanza per le sue conseguenze nella storia di queste popolazioni in Europa, nei secoli a venire, e l'Italia è una delle terre dove questa pratica venne subito istituzionalizzata ed ebbe vita più lunga: è attestata in Piemonte nel 1499, nel Trentino nel Seicento e ancora in Toscana agli inizi dell'Ottocento. Nel 1499 una cronaca di Polidoro Virgilio testimonia dello stato di povertà dei rom, ormai non più creduti come pellegrini, dicendo che "mendicano porta a porta", nel 1505 Giovan Battista Pio scrive di "mendicanti stranieri, seminudi e sempre famelici".

### Svizzera
Nel 1471, l'assemblea di Lucerna decreta l'espulsione degli "zingari" dalla confederazione svizzera, si tratta del primo bando conosciuto in Europa.

### Germania
In Germania un editto diede ordine ai rom di lasciare il territorio dell'impero entro il 1501, dopodiché qualsiasi cittadino avrebbe potuto ucciderli senza incorrere in sanzioni.
Sempre in Germania, sconvolta tra il 1524 e il 1526 dalla guerra dei contadini tedeschi, i luterani convinsero le autorità che dovevano fare qualcosa contro i nomadi; ne seguì che i governanti dell'Europa del XVI secolo che avevano abbracciato la nuova fede ritennero che i rom non potevano essere tollerati.

### Francia
In Francia furono promulgati bandi per i gitani da Luigi XII (1504), Francesco I (1539) e Carlo IX (1561), ma è nel XVII secolo, nel 1666, con Luigi XIV, che la repressione si fece più rigorosa, con un decreto che stabilì che « [...] tutti i gitani maschi devono essere arrestati e messi nelle galere senza processo».
Nel 1682, il Re Sole, intensificò le pene per i gitani con « [...] il carcere a vita per i maschi adulti, le donne devono essere rasate a zero e i bambini messi negli orfanotrofi». Sottoposti alla tortura invece coloro che "non rinunciano al vagabondaggio". Non fu affatto considerata la condizione di molti rom che vivevano invece di attività lavorative, come i fabbri, gli arrotini, i braccianti, gli allevatori, i circensi e altri.

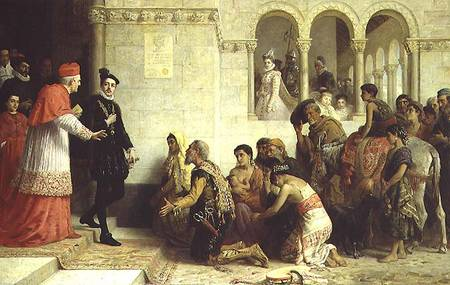
Edwin Longsden Long, I supplicanti. Espulsione dei Gitanos dalla Spagna, 1872, Olio su tela, 182,8 x 289,9 cm

### Spagna
In Spagna, dove con l'editto reale di Ferdinando il cattolico del 1492 furono espulsi centinaia di migliaia di ebrei e musulmani cristianizzati, con l'imperatore Carlo V fu avviata una politica contro i gitanos che prevedeva la loro estinzione e la loro completa assimilazione.
Nel 1539 fu ordinato che i nomadi venissero messi a morte oppure che venissero condotti nelle galere.
Nel 1619 Filippo II ordinò che gli egipcianos lasciassero il paese, proibendo loro di tornare, pena la morte; allo stesso tempo però veniva permesso loro di restare se rinunciassero al loro stile di vita. Inoltre ai rom venne proibito di parlare la loro lingua, di vivere in piccoli gruppi, di vestire differentemente dagli spagnoli. La violazione di queste norme comportava una pena di sei anni di prigione, frustate oppure il bando.
Con il re Filippo IV nel 1633, e successivamente con Carlo II le restrizioni non diminuirono e ne furono aggiunte altre: i gitanos non potevano vivere in città con meno di 200 abitanti, non potevano costruire oppure stabilirsi in propri barrios (quartieri), non potevano parlare il romanì. In molti casi i bambini furono separati dai genitori e inviati negli orfanotrofi.
Filippo V confermò le leggi dei suoi predecessori e fissò 41 città dove i gitanos erano ammessi a vivere. Il suo successore Ferdinando VI ridusse poi a 34 il numero di queste città.
Le politiche di assimilazione degli spagnoli tuttavia trovarono spesso l'ostinata resistenza dei gitanos, fino al punto in cui Ferdinando VI, su richiesta del vescovo di Oviedo, il 20 luglio del 1749, decretò di arrestare tutti i rom di Spagna per essere inviati ai lavori forzati nelle miniere, nei cantieri e nei campi. In quella stessa giornata è stato stimato che furono uccisi un numero compreso tra i 9.000 e i 12.000 rom.

### Portogallo
Il Portogallo fu il primo paese europeo a ideare la deportazione forzata dei ciganos, che non erano nati in quel paese e non potevano semplicemente essere espulsi. Giovanni III nel 1538 decretò la deportazione in Africa e America del sud dei rom. A partire dal 1574, in seguito alla forte immigrazione dei rom che fuggivano dalle persecuzioni spagnole, i ciganos vennero deportati sistematicamente in Brasile, Capo Verde e Angola e condannati ai lavori forzati.

### Inghilterra

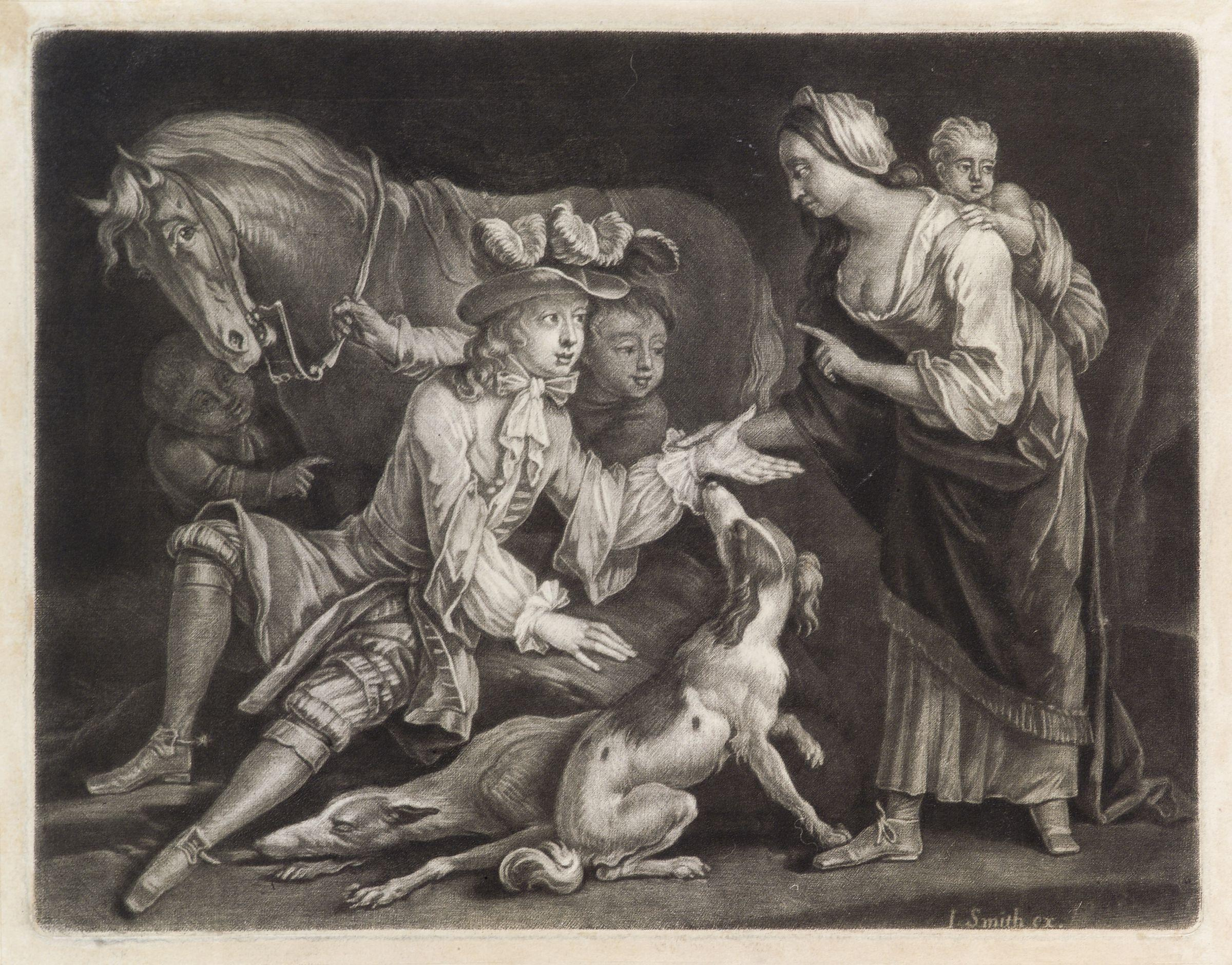
"The Gypsy Fortune teller", by John Smith (morto 1743)

In Inghilterra nel 1530, con Enrico VIII, furono ordinati l'espulsione e il divieto d'ingresso dei rom. Ogni capitano di vascello che avesse contravvenuto a questi ordini era severamente punito, e ogni rom entrato illegalmente era condannato all'impiccagione.
Con Edoardo VI fu introdotta una nuova legge, nel 1547, che stabiliva la schiavitù fino a due anni per i rom i quali, se catturati dopo una eventuale fuga, venivano condannati alla schiavitù a vita.
Durante il regno di Maria Tudor (1553-1558), le pene in violazione delle leggi del 1530 vennero inasprite, i rom che entravano illegalmente in Inghilterra ricevevano un ordine di espulsione di 40 giorni, e in caso di rifiuto di lasciare il paese venivano considerati traditori e potevano essere condannati alla "perdita della vita, della terra e dei beni".
Nel corso del tempo, con la diminuzione dei rom in ingresso e l'aumento dei gypsies per nascita sul suolo d'Inghilterra, nel 1562 fu varata una legge Act for further punishment of Vagabonds, calling themselves Egyptians (Atto per le pene ulteriori per i vagabondi che si definiscono Egiziani), per il quale i rom nati in Inghilterra e Galles non sarebbero stati espulsi se avessero abbandonato i loro "idoli" e il loro stile di vita "non cristiano". Tutti gli altri sarebbero stati condannati alla perdita dei beni oppure alla messa a morte. In seguito gli inglesi alleviarono le pene con l'esilio forzato in America.
Altre persecuzioni analoghe avvennero nell'Impero degli Asburgo, nei Paesi Bassi, in Svizzera e in altri paesi europei.

## L'assimilazione dei rom durante il regno di Maria Teresa d'Austria
Durante l'epoca dell'assolutismo illuminato, le politiche nei confronti delle minoranze di lingua romaní conobbero radicali cambiamenti.
Il fallimento dei tentativi di allontanare permanentemente i rom dai domini dei sovrani portò, nella seconda metà del Settecento, all'individuazione di metodologie alternative per risolvere il "problema degli zingari" attraverso l'assimilazione forzata, come misura alternativa all'espulsione.
Le misure coercitive adottate dovevano portare i rom a rinunciare al loro stile di vita nomade, nel tentativo di trasformare parti della popolazione "improduttiva" in "persone obbedienti, rispettabili e diligenti". I rom di conseguenza non erano esclusi dal rafforzamento delle aspirazioni degli stati nazione centralizzati di esercitare il controllo sui cittadini. La coercizione a farli insediare e vivere nelle aree rurali, oppure imparando altri mestieri urbani, secondo l'idea che avrebbero accettato facilmente a rinunciare alla loro cultura, avrebbe così dovuto portare a una integrazione effettiva nel sistema economico e diventare dei "buoni cristiani".
L'assunto fondamentale di queste politiche illuministe era basato sulla concezione che la cultura dei rom era "inferiore". Tale principio sostenne la necessità, in moltissimi casi di togliere i bambini dalle loro famiglie per essere educati con valori cristiani e civili.
Tale politica, inaugurata in Spagna nel 1600, fu portata avanti da Maria Teresa d'Austria, nell'Impero austro-ungarico, influenzando altri sovrani europei nei decenni a seguire.
Tra il 1758 e il 1780, furono emessi quattro decreti. Nel primo provvedimento del 1758 si obbligavano gli “Zigani” a sedentarizzarsi, impedendo loro di possedere cavalli o carri, furono assegnate loro delle terre e dei semi, furono resi passibili di pagare tasse sui loro raccolti (come per gli altri contadini del regno), dovevano abitare nelle case e in caso intendessero lasciare i villaggi dovevano chiedere una autorizzazione.
Il successivo decreto del 1761 abolì il termine “Zigani” rimpiazzandolo con i termini "nuovi cittadini", "nuovi contadini", "nuovi ungheresi" o "neo-coloni". I giovani rom dovevano imparare il mestiere del commercio, inoltre furono obbligati alla leva militare all'età di 16 anni, se abili al servizio militare.
Nel 1767, in seguito a una riforma che decentrò il potere ai voivoda, i rom divennero soggetti alle giurisdizioni locali (terzo decreto), allo stesso tempo furono obbligati a registrarsi.
Con il provvedimento del 1773 furono proibiti i matrimoni tra rom, per incoraggiare i matrimoni misti. Per potersi sposare i rom avevano bisogno di un attestato che certificasse "il giusto stile di vita e la conoscenza della dottrina cattolica". Il decreto inoltre stabilì che i bambini degli "zigani", che non si adattavano alle leggi, che avevano compiuto i cinque anni, dovevano essere tolti alle loro famiglie e affidati ai contadini ungheresi. I bambini dovevano crescere isolati dai loro genitori, andare a scuola e imparare a diventare commercianti o contadini.
Giuseppe II continuò la politica di assimilazione forzata di Maria Teresa, introducendo nel 1783 un atto, il de Domiciliatione et Regulatione Zingarorum, nel quale veniva imposto ai rom di adottare gli usi e i costumi dei villaggi dove erano stati obbligati a vivere, con la previsioni di severe punizioni se contravveniva alle restrizioni. L'uso della lingua romanì veniva punito con 24 frustate.
Le politiche coercitive inaugurate da Maria Teresa d'Austria ebbero successo solo in Burgenland, dove un gran numero di rom è stato "assimilato", con la conseguente scomparsa della lingua romanì e dei cognomi originari.
In altri territori della monarchia i rom fuggirono dai villaggi dove avrebbero dovuto assimilarsi, continuando il loro stile di vita, contando sull'assenza di adeguate risorse umane da parte dello stato per attuare le sanzioni.
In Spagna Carlo III di Borbone tentò di civilizzare i gitanos nello stesso anno di Giuseppe II, nel 1783, con l'emissione della Pragmatica, un testo di 44 articoli, nel quale veniva proibito il vagabondaggio, l'uso della lingua el caló, i loro costumi tradizionali, il commercio dei cavalli e le attività legate all'itineranza.
I gitanos erano obbligati a insediarsi in una località a loro scelta e a praticare propri commerci. Le misure di Carlo III restarono però inapplicate per l'opposizione della maggioranza della popolazione spagnola che non li volevano nelle città e si rifiutavano di impiegarli. La conseguenza fu che i gitanos continuarono praticare il nomadismo in condizioni ancora più difficili e in circostanze di maggiore povertà.
In Germania le misure che vennero adottate nella previsione di obbligare i rom a insediarsi nelle campagne, portarono invece alla realizzazione degli insediamenti per gli zigani, inaugurati dal Conte di Wittgenstein, a Sachsenhausennel 1771.
Federico II di Prussia, contemporaneo e rivale di Maria Teresa d'Austria, realizzò nel 1775 un insediamento permanente per i Sinti a Friedrichslohra, nella remota regione del Nordhausen. Il tentativo di assimilazione fallì e nel 1830 i Sinti furono obbligati ai lavori forzati e i loro figli tolti e affidati al convento di Martinsstift di Erfurt.

### Le politiche nei confronti della minoranza Rom fino al 1938
A partire dalla seconda metà dell'Ottocento l'Impero austro-ungarico fu interessato da un'intensa ondata migratoria di comunità rom Cudža e Lovara, provenienti dalle regioni orientali dei carpazi.
L'obbligo da parte delle municipalità di fornire accoglienza e servizi di base ai gruppi di nomadi portò in poco tempo all'esplosione di gravi episodi di intolleranza.
Nel 1907, 28 province dell'impero chiesero l'istituzione di un archivio comune per il controllo dei rom. L'assenza di una legislazione adeguata spostò a livello amministrativo il trasferimento delle misure da intraprendere per fronteggiarne l'afflusso. Le decisioni prese: la proibizione dell'elemosina e la deportazione verso i luoghi di residenza; documentano il carattere repressivo delle politiche "anti-zingari".
L'assenza di risorse adeguate portò al fallimento delle politiche di insediamento forzato che avevano caratterizzato le politiche di assimilazione dei rom in Austria e Ungheria fino al 1918, i rom furono di conseguenza costretti a riprendere la vita nomadica per sopravvivere. Nello stesso periodo cominciarono a crescere e diffondersi i pregiudizi e le tendenze criminalizzanti tra la popolazione residente.
Nelle regioni occidentali dell'Impero, nell'attuale Burgenland, l'incapacità e la non volontà di affrontare la situazione dei rom portò a drammatici cambiamenti. Le politiche di deportazione nelle aree di confine, attuate fin dal 1870, avevano portato a una massiccia concentrazione di comunità, che vivevano in accampamenti di baracche, fuori dai villaggi. L'arretratezza economica delle regioni in cui erano stati deportati portò al fallimento di ogni tentativo di integrazione.
Similarmente a quanto accadde in Germania nello stesso periodo, furono emessi provvedimenti restrittivi e istituiti registri di polizia, le cui statistiche furono utilizzate in seguito per criminalizzare i rom e provare la loro asocialità. La stampa del Burgenland attuò delle campagne radicali contro gli insediamenti che ebbero l'effetto di contribuire alla crescita dei sentimenti antigitani, chiedendo che la regione "venisse liberata dalla presenza degli zingari".
In seguito all'avvento del nazismo in Germania, il leader del Partito Nazionalsocialista Tedesco dei Lavoratori del Burgenland, Tobias Portschy, trovò terreno fertile per portare avanti il suo progetto di "deportazione e sterilizzazione degli Zingari".
In Ungheria, nel 1931, il ministro dell'Interno adottò un provvedimento per il restringimento del lavoro ambulante, limitando esclusivamente al luogo di residenza.
Nel 1938 fu emesso un ulteriore provvedimento nel quale i rom venivano identificati come sospetti criminali, aprendo nei fatti la strada alla persecuzione e alle deportazioni nei campi di sterminio nazisti.

## Le politiche per l'assimilazione dei Rom e dei Sinti in Germania
Durante il governo di Otto von Bismarck, il possesso della cittadinanza divenne un fattore di discriminazione per le politiche di assimilazione delle minoranze Sinti e Rom.
A partire dal 1886, la distinzione tra "nativi" e "forestieri" divenne il principio in base al quale i governanti dei Land del Reich venivano istruiti per adottare le deportazioni o le misure amministrative nei confronti degli "Zigani", deprivando le minoranze dei loro mezzi di sussistenza. I provvedimenti adottati in Baviera e in Prussia, attraverso l'obbligo di disporre di carte d'identità, passaporti, certificati sanitari, ecc.
Nel 1906 il Reich arrivò a decretare, attraverso il Dipartimento dell'Interno, un provvedimento per "il controllo della situazione degli Zingari", in seguito adottato anche da altri paesi. La direttiva inclusa in questo decreto riprendeva il provvedimento del 1886, nel quale i rom e i sinti non nativi dovevano essere deportati, attraverso degli accordi bilaterali sottoscritti con la Svizzera, l'Impero austro-ungarico, la Russia, la Francia, l'Italia, la Danimarca, i Paesi Bassi e il Lussemburgo.
Gli zingari che in seguito alla deportazione avessero fatto ritorno nei territori del reich sarebbero stati arrestati e puniti per "inottemperanza dell'ordine di espulsione".
Le direttive concernenti i "nativi" dividevano le misure da adottare in "preventive" e "soppressive", i minori che non erano venivano registrati venivano dati in affido ai servizi sociali, fu inoltre aumentata la sorveglianza dei rom e sinti da parte delle forze di polizia e furono aumentate le pene per gli “zingari delinquenti” che commettevano reati.
In seguito alla creazione dei registri di "zingari", nella seconda metà dell'Ottocento, da parte di alcune città del Reich, furono create delle agenzie per la sorveglianza dei rom e dei sinti. La prima agenzia, creata a Monaco di Baviera nel 1899, contava 3350 file nel 1904 e diventò in seguito, durante la Repubblica di Weimar, la principale struttura di controllo per la "lotta contro gli zingari".
Nel 1926 il governo della Baviera approvò la "legge per la lotta contro gli zingari, i vagabondi e non volenterosi al lavoro", un atto che in nome della "lotta preventiva contro il crimine", legittimava le autorità a prendere misure contro persone che non avevano commesso nessun reato.
Negli atti successivi gli "Zingari" vennero visti come potenziali criminali e trattati di conseguenza.
A partire dagli anni 1920 una delle principali misure per la prevenzione dei crimini fu l'obbligo di registrazione degli "zingari" presso i dipartimenti di Polizia criminale. In Prussia furono introdotte le rilevazioni delle impronte digitali e la registrazione dei dati biometrici e dei particolari delle persone, inclusi I minori.
Le misure restrittive adottate dall'Impero tedesco e in seguito dalla repubblica di Weimar, contribuirono enormemente alla costruzione ideologica del "problema degli zingari", e contribuì a edificare le basi ideali per l'ideologia nazista.
L'esistenza dei file delle agenzie per il controllo degli zingari diventò in seguito la base per la raccolta di informazioni per la deportazione, l'internamento e lo sterminio dei Rom e dei Sinti dopo l'avvento del terzo reich, nel 1933.

## Porrajmos

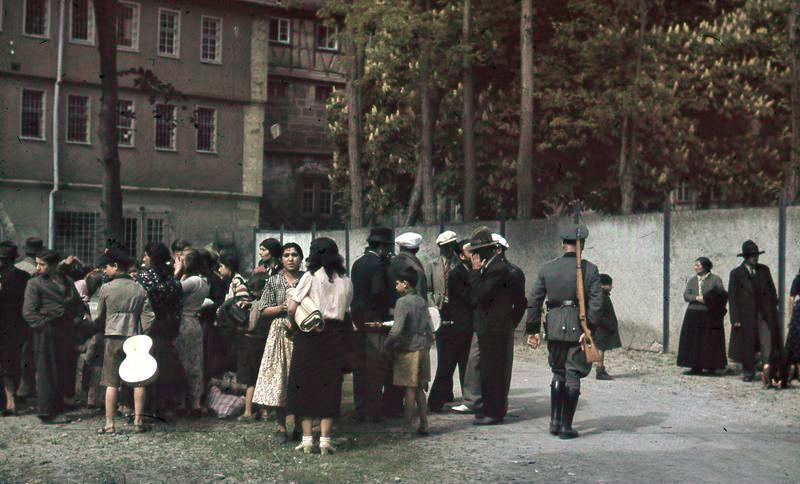
Deportazione di rom effettuata dai nazisti nel 1940

Porrajmos (in lingua romaní: devastazione, grande divoramento), è il termine con cui i rom descrivono il tentativo del regime nazista di sterminare il loro popolo.
Durante l'olocausto i rom subirono persecuzioni pari a quelle degli ebrei. Nel 1935 la legge di Norimberga privò i rom della cittadinanza tedesca, dopo quella data essi furono oggetto di violenze, imprigionati in campi di concentramento e successivamente soggetti a genocidio nei campi di sterminio nazisti. Questa politica di sterminio fu attuata anche nei territori occupati dalla Germania nazista durante la guerra e dai loro alleati e in particolare dalla Croazia, dalla Romania e dall'Ungheria.
Poiché non si conosce con accuratezza il numero di rom che al 1935 vivevano in quei territori, è difficile dire con precisione quante furono le vittime. Ian Hancock, direttore del Programma di studi Rom presso l'Università del Texas ad Austin, suggerisce una cifra che oscilla tra le 500 000 e il milione e mezzo di vittime, mentre una stima di 220/500 000 vittime è fatta da Sybil Milton, storico dell'"Holocaust Memorial Museum".
Nell'Europa centrale, nei protettorati di Boemia e Moravia, lo sterminio fu così accurato che portò alla completa scomparsa della lingua romanì-boema.

## Dopoguerra
Nel dopoguerra in Svizzera il programma eugenetico Kinder der Landstrasse, appoggiato e finanziato dalle autorità, sottrasse dai 600 ai 2000 bambini Jenisch alle loro famiglie. La sterilizzazione forzata delle donne romanì era inoltre pratica corrente in Cecoslovacchia e altri paesi del blocco ex sovietico.
L'antiziganismo è proseguito anche negli anni 2000, in particolare in Slovacchia, Ungheria, Slovenia e Kosovo. 
In Bulgaria, il professor Ognian Saparev ha scritto articoli che affermano che "gli zingari" sono culturalmente inclini a frodi e utilizzano il loro status minoritario per "ricattare" la maggioranza. L'Unione europea ha condannato la Repubblica ceca e la Slovacchia nel 2007 per la separazione forzata dei bambini romani dalle scuole regolari
Si stima che nel mondo ci siano tra i 12 e i 15 milioni di rom. Tuttavia il numero ufficiale di rom è incerto in molti paesi. Questo anche perché molti di loro rifiutano di farsi registrare come etnia rom per timore di subire discriminazioni.

## Movimento politico

Bandiera rom

Dopo la seconda guerra mondiale ha preso forma un movimento che è arrivato in occasione del primo congresso nel 1971 a Londra alla creazione dell'Unione Internazionale dei Rom. Questa Unione mira al riconoscimento di un'identità e di un patrimonio culturale e linguistico nazionale senza stato né territorio, cioè presente in tutti i paesi europei.
La bandiera rom, in lingua romaní O styago le romengo, è la bandiera internazionale del popolo rom, uno dei pochi simboli ufficiali di unità per questa popolazione nomade. È stata creata dall'Uniunea Generala a Romilor din Romania (Unione generale dei Rom di Romania) nel 1933, e approvata ufficialmente nel 1971 dai delegati internazionali al primo Congresso Mondiale Rom. Durante il medesimo Congresso venne anche ufficializzato l'inno della popolazione Rom, Gelem, Gelem (anche noto come Romale Shavale).
La bandiera è costituita da due bande orizzontali, la superiore azzurra e l'inferiore verde, che rappresentano il cielo e la terra. Al centro campeggia una ruota raggiata rossa, che rappresenta il continuo migrare dei Rom. Tale ruota è simile a quella presente sulla bandiera indiana, luogo d'origine di questa popolazione, sebbene in quest'ultima essa rappresenti piuttosto un chakra che una ruota vera e propria.